# Josef Nadj

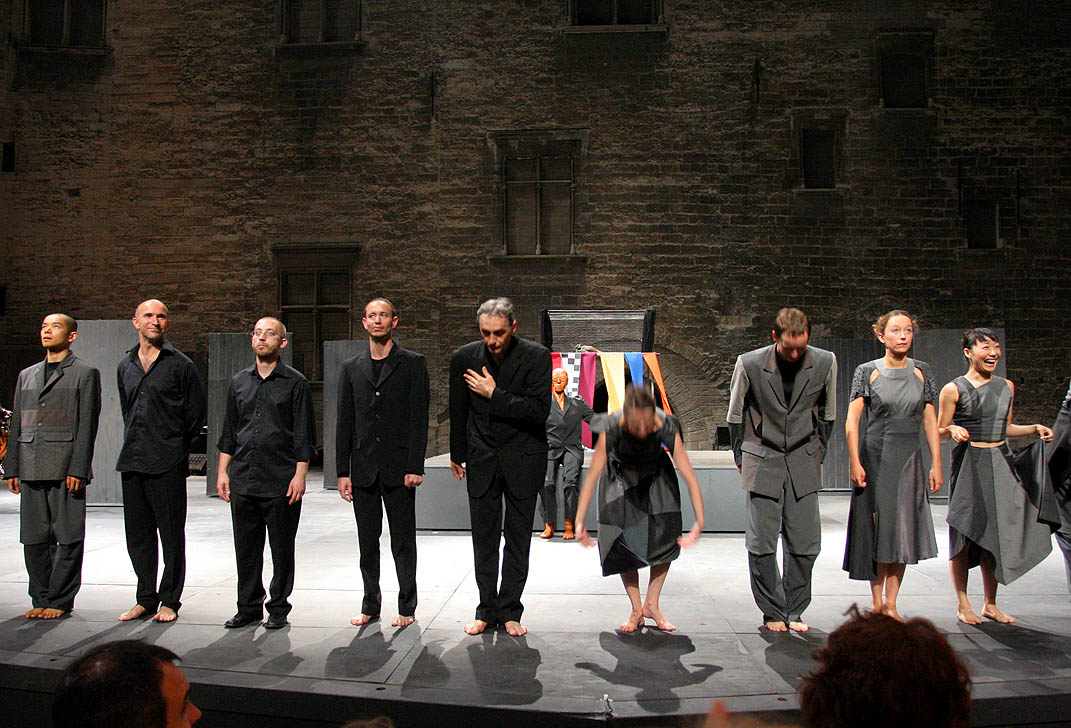
Josef Nadj (femte från vänster) vid en uppsättning i Avignon 2006.

Josef Nadj är en jugoslavisk-fransk koreograf, född 1957 i Kanjiza i provinsen Vojvodina i dåvarande Jugoslavien (nu Serbien).
1980 reste Nadj till Paris för att bli skådespelare, men upptäckte i stället dansen. 1986 grundade Nadj sitt eget kompani Théâtre - JEL, för vilket han skapade ett antal verk fram till 1995, då han blev konstnärlig ledare för CCNO - Centre Chorégraphique National d'Orléans. Nadj har turnerat över hela världen.